# Ribera de Planès
La Ribera de Planès és un riu de la comarca del Conflent, a la Catalunya del Nord. Discorre íntegrament dins de la comuna de Planès.
Neix al sud del terme de Planès, que travessa tot de sud a nord i s'aboca en la Tet en el mateix terme, al límit amb el de Sautó.
Es forma a l'Estany de Planès, a 2.197,6 m alt, a llevant de la Coma Amagada, al nord-est del Cambra d'Ase i a ponent del Serrat de les Esques, on hi ha l'Orri de la Pleta dels Pastors. Llavors davalla cap al nord, passa entre el Pic de l'Orri, que queda a llevant, i el Puig de l'Home Mort, a ponent, després entre el Serrat de l'Escaldat, a llevant, i el Puig de Fontseca, a ponent, travessa el Bosc Comunal de Planès. Al cap d'un bon tros passa a ponent del veïnat de Planès del Mig i tot seguit a llevant del veïnat del Castell, passa a prop a ponent de l'Estació de Planès, i s'aboca en la Tet davant de la Farga de la Cassanya.